# Mnet
Mnet（エムネット、엠넷）は、大韓民国のCJ ENMが運営する、韓国のケーブルテレビ、および日本のスカパー!プレミアムサービス・スカパー!プレミアムサービス光（Ch.658）、スカパー!（東経110度CS放送）（Ch.318）で放送されている韓国系音楽専門チャンネルである。キャッチコピーは「K-POP GENERATION, Mnet」。

## チャンネル詳細

### 韓国
- 演奏所・本社はソウル特別市麻浦区のCJ ENMセンター内。Mnetはチャンネル名称で、CJ ENMが運営会社の正式名称である。
- 1995年にミュージックネットワークで開局。2002年に、今のMnetに名称を変更した。音楽番組に限らず芸能番組、エンターテイメント番組を制作する。ケーブルテレビ、インターネット「Mnet.com」、または衛星DMB「MyMnet」で視聴可能（すべて生放送）。衛星放送のSkylifeではケーブルテレビ市場に注力するため、2005年以降一時視聴不可能となっていたが、2009年5月に放送を再開した。加入者数は2006年時点で1000万人（ケーブルテレビパックセット視聴者数も含む）。1997年にインターネット上で生で視聴可能になった。VODサービスも始めている。
- 1999年に第1回音楽祭（現行のMnet Asian Music Awards）を開催。2002年にMnet Music Video Festivalに改名。2006年にKMTVがグループ化したことによりMnet KM Music Festival（MKMF）に改名。2009年には対象地域をアジアに拡大しMnet Asian Music Awards（MAMA）の名称となった。

### 日本
- 2000年6月2日[1]、株式会社エム・ネット・ジャパンにより[1]、スカイパーフェクTV!（現・スカパー!プレミアムサービス）の737chで開局。しかし経営不振により、2002年1月7日をもって放送終了となる[2]。
- 2006年3月、CJ Media Japan株式会社により同792chで新たに開局。2007年からは一部ケーブルテレビでも視聴できるようになっている。
- 2010年6月1日、スカパー!HD（現・スカパー!プレミアムサービス）（Ch.658）でハイビジョン放送開始。
- 2014年5月31日、スカパー!プレミアムサービスの標準画質放送（Ch.792）を終了した。
- 2014年12月1日、韓流エンタメ動画配信サービスMnet Smart（エムネットスマート）を開始 （日本初）、Mnet SmartではMnet Japan、Mnet Korea、VOD、無料クリップをサービスしている。利用料金プランは1,200円（税抜）のベーシック、2,300円（税抜）のプレミアムプランがある。プランの詳細はこちら
- 2016年12月1日、スカパー!プレミアムサービスの衛星一般放送事業者がスカパー・ブロードキャスティングからスカパー・エンターテイメントに変更。
- 2018年10月1日、スカパー!でもCh.318にて放送を開始（衛星基幹放送事業者はフジテレビ系列のサテライト・サービス）。
- 現在社名変更により、CJ ENM Japan株式会社となっており、事務所は東京都港区西新橋にある。
- また、スカパー!や一部のIP系TVやケーブルテレビ局ではハイビジョン画質にて放送しており、韓国Mnetが制作した音楽・バラエティ番組はもちろん、tvNなど、それ以外の韓国における姉妹チャンネルが制作したドラマ・バラエティなど、エンターテイメント全般を放送している。CJ ENMが運営していない他の韓国チャンネルの番組もあるが、tvNが開局する前に積極的に放送しただけで、現在ではCJ ENMのテレビドラマ制作部門であるスタジオドラゴン製作番組[注釈 1]がほとんどである。ただ、トゥーニバースが自主的に制作した番組に関しては、CJ ENMの他チャンネルに比べて圧倒的に少ない[注釈 2]。番組編成としては、『tvN Asia』と内容がほぼ近い。また、番組によっては日韓同時生放送もある。視聴料はHDで月額：2,300円（税込2,530円）。

## 主な番組
- スーパースターK
- ザ・ヴォイス
- M COUNTDOWN
- SHOW ME THE MONEY
- Mnet Asian Music Awards
- アイドル学校（2017年）
- PRODUCE 101（2016年）
- PRODUCE 101 シーズン2（2017年）
- PRODUCE 48（2018年）
- PRODUCE X 101（2019年）
- Queendom（2019年）
- Road to Kingdom（2020年）
- KINGDOM : LEGENDARY WAR（2021年）
- Girls Planet 999（2021年）
- Queendom 2（2022年）
- BOYS PLANET（2023年）
- QUEENDOM PUZZLE（2023年）

## ロゴマーク

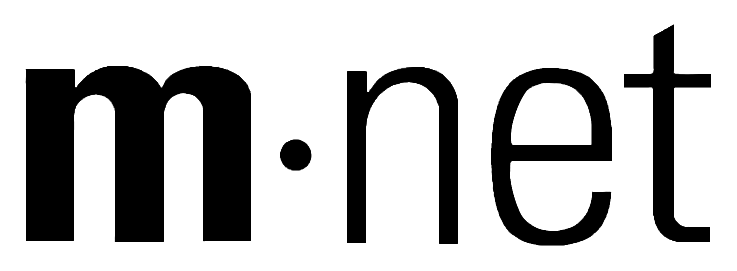
1995年 - 2005年
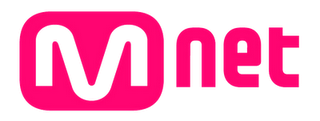
2005年 - 現在

## スローガン
| 年                                                               | スローガン                          | ハングル                |  |
| ---------------------------------------------------------------- | ----------------------------------- | ----------------------- |  |
| 1995年 - 1999年                                                  | South Korea music channel m.net     | 한국의 음악채널 m.net   |  |
| 2000年 - 2001年                                                  | Channel in my mind m.net            | 내 마음속의 채널 m.net  |  |
| 2001年 - 2003年                                                  | Korean music channel m.net          | 한국인의 음악채널 m.net |  |
| 2003年 - 2004年, 2007年 - 2008年                                 | Enjoy It! m.net                     | 즐겨봐! m.net           |  |
| 2005年1月 - 2005年7月                                            | m.net 10th anniversary, full m.net! | m.net 10년, 완전엠넷!   |  |
| 2005年7月 - 2007年                                               | Hello, my name is Mnet!             |                         |  |
| 2008年 - 2010年                                                  | Beyond music                        |                         |  |
| 2010年 - 2011年                                                  | All about 20's                      |                         |  |
| 2011年 - 2013年, 2013年 - 2016年12月 (Still in use; main slogan) | Music makes one                     |                         |  |
| 2013年 4月 - 2013年10月7日                                       | Jump! Mnet                          | juMp! 엠넷              |  |
| 2014年 1月 - 2016年 12月                                         | KPop makes one                      |                         |  |
| 2017年 1月 - 2019年 1月                                          | Move me, move the world, moveMnet   |                         |  |
| 2018年 6月 - 2019年 1月                                          | Mnet makes new K-pop star & trends  |                         |  |
| 2019年 1月 - 2020年 1月                                          | We Are K-POP                        |                         |  |
| 2020年 1月 - 2020年 6月                                          | Music Network, Mnet!                |                         |  |
| 2020年 5月 - 2020年 6月                                          | #good_distance                      | #착한 거리두기          |  |
| 2020年 6月 - 2025年 3月                                          | Global Music Network, Mnet          |                         |  |
| 2020年 6月 - 2020年 10月                                         | #healthy_distance                   | #건강한 거리두기        |  |
| 2025年 3月 -                                                     | K-POP GENERATION                    |                         |  |